# Polylepis tarapacana
Espèce
Statut de conservation UICN

 NT  : Quasi menacé
Polylepis tarapacana, nommée keñua et queñoa de altura en espagnol, est une espèce d'arbres à fleurs du genre Polylepis de la famille des Rosaceae. L'espèce est distribuée le long de la cordillère des Andes, dans l'altiplano.

## Description

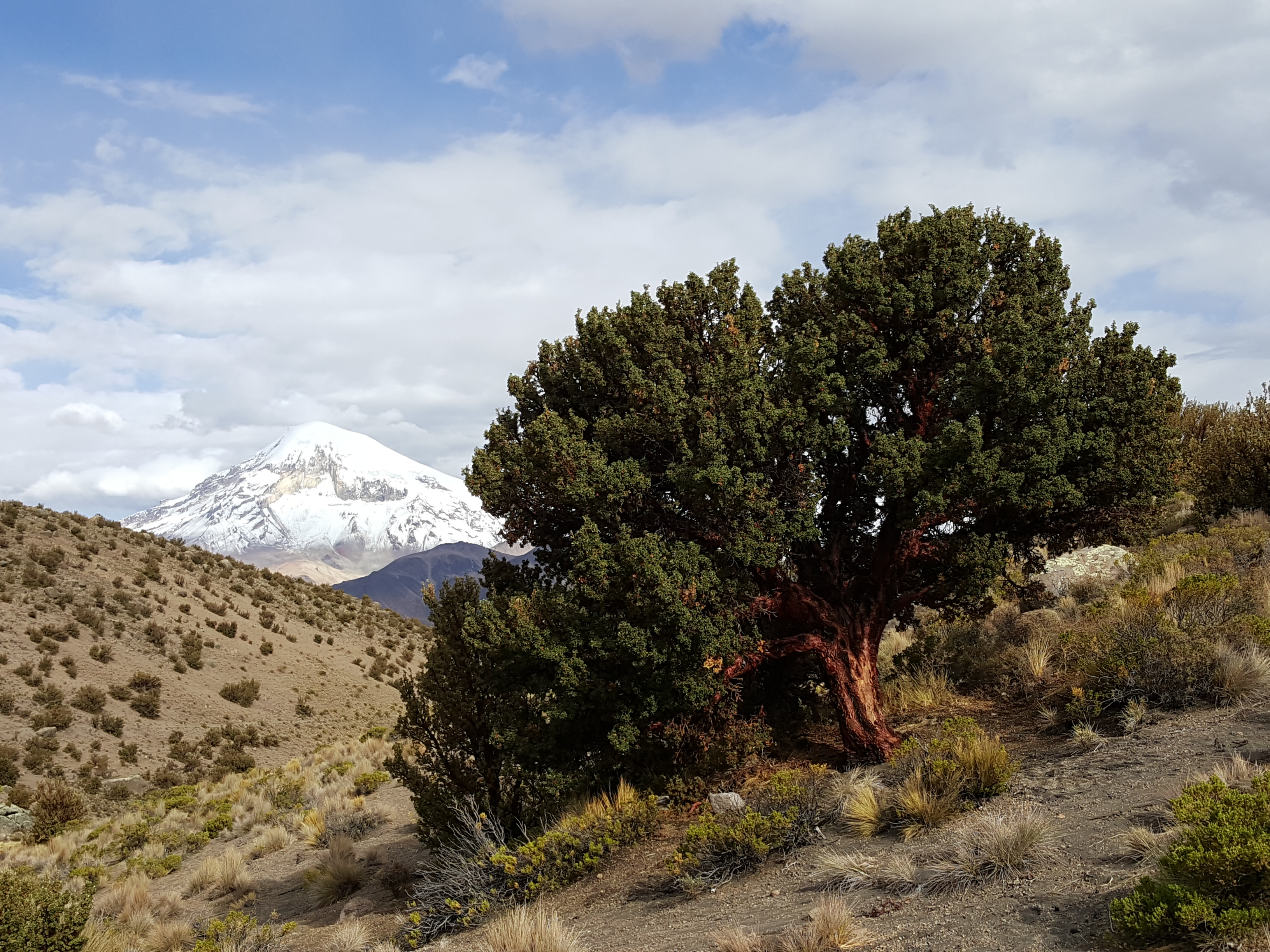
Le queñoa de altura

Polylepis tarapacana se présente sous la forme d'arbre de 1 à 3,5 m de haut, pouvant atteindre 8 m ou sous la forme de petits arbustes mesurant de 0,5-1 m de haut. Son tronc généralement tordu est recouvert d'une écorce brun rougeâtre qui se détache facilement en fines lamelles. Ses feuilles persistantes sont composées, alternes, glabres sur la face supérieure, tomenteuses sur la face inférieure, imparipennées avec 3 folioles mesurant 7 mm de long pour 3 mm de large. Ses inflorescences sont des racèmes émergeant de stipules. Ses fleurs actinomorphes sont petites, incolores et mesurent de 4 à 8 mm de diamètre. Les fruits sont des akènes couverts de poils glanduleux ou laineux, avec 3-4 rangées d'épines. Sa floraison est printanière, de septembre à décembre.

## Écologie et distribution
Le keñua forme des bosquets typiques des régions arides où d'autres plantes lui sont associées comme Festuca orthophylla, Parastrephia lepidophylla, Parastrephia quadrangularis et Mutisia lanigera. 
Il est présent dans l'altiplano au Pérou, au Chili, en Bolivie et en Argentine où il vit sur les collines et les pentes volcaniques rocheuses entre 3900 et 4700 m d'altitude, et exceptionnellement jusqu'à 5200 m d'altitude dans le parc national Sajama. 

## Usages et protection
Cet arbre a été utilisé par les peuples précolombiens comme combustible et pour la construction. Polylepis tarapacana a été surexploité durant les XIXe et XXe siècles pour la production de charbon de bois pour les fours à fusion des mines et des locomotives. C'est dans le but de protéger les populations autour du Nevado Sajama en Bolivie que le parc national Sajama a été créé en 1939. Ses populations sont également limitées par les feux de prairie.